# Adrien van Beveren
Adrien Van Beveren (Hazebrouck, Francia, 4 de enero de 1991) es un motociclista francés de ascendencia neerlandesa, especialista en enduro y rally raid, miembro actualmente del equipo Honda. Ganador del Enduropale de Touquet en 2014, 2015 y 2016, es el primer piloto en lograr tres títulos consecutivos después de Eric Geboers en 1990.

## Biografía
Nació en Hazebrouck, pasando su infancia en Racquinghem, en el Pas-de-Calais.
A los seis años, comenzó a practicar motociclismo con una Kawasaki KX60. Su primera competencia fue en las dunas de Loon-Plage en 1998. A partir de 2002 participa en campeonatos regionales y nacionales, consagrándose campeón de Flandes, Picardía, Isbergues, y campeón francés en playa E1. Participó en el campeonato de France Minivert, logrando la novena posición.
En 2009 participó por primera vez del Enduropale, llegando sexto.
En 2010 participó del juego televisivo Fuerte Boyard.·
En 2011 finalizó cuarto en la Enduropale et ganó la 15.ª Ronda de Playas en Loon-Plage.
En 2014 ganó el Enduropale, repitiéndolo en los dos años siguientes.
En enero de 2016 debutó en el Rally Dakar 2016 finalizando sexto.

## Palmarés
- 2003-2004-2005: Campeón de Flandes de moto-cross (3)
- 2006: Campeón de Picardía de moto-cross
- 2006-2007: 1.º en el supercross de Isbergues (2)
- 2008: Campeón de Francia en playas E1
- 2011-2013: Campeón de la Ronde de playas de Loon-Plage (2)
- 2012-2013: Campeón de la prueba de Saint-Léger-de-Balson (2)
- 2013: Campeón de la Gurp TT de Grayan
- 2014: Campeón de la Ronde ronda de playas de Hossegor
- 2014: Campeón de Francia de Playas
- 2014-2015: campeón en el Enduropale (2)[5]
- 2015: Campeón del Red Bull Knock Out Beachrace en los Países Bajos
- 2016: Campeón en el Enduropale
- 2014-2017: Campeón de Motos Supercross en Enduro del Verano
- 2019: Campeón del Rally de Merzouga en motos.
- 2022: Campeón del Rally de Andalucía en motos.
- 2023: Campeón del Abu Dhabi Desert Challenge en motos

## Resultados

### Rally Dakar
| Año     | Clase | Vehículo | Posición | Etapas |
| ------- | ----- | -------- | -------- | ------ |
| 2016    | Motos | Yamaha   | 6.º      | -      |
| 2017    | Motos | Yamaha   | 4.º      | 1      |
| 2018    | Motos | Yamaha   | Ret.     | 1      |
| 2019    | Motos | Yamaha   | Ret.     | -      |
| 2020    | Motos | Yamaha   | Ret.     | -      |
| 2021    | Motos | Yamaha   | Ret.     | -      |
| 2022    | Motos | Yamaha   | 4.º      | -      |
| 2023    | Motos | Honda    | 5.º      | 1      |
| 2024    | Motos | Honda    | 3.º      | 2      |
| 2025    | Motos | Honda    | 3.º      | 1      |
| Fuente: |       |          |          |        |